# Грейси Глам
Грейси Глам (на английски: Gracie Glam) е американска порнографска актриса.

## Ранен живот
Родена е на 30 септември 1990 г. в град Роли, Северна Каролина, САЩ. Като дете посещава 14 различни училища в градовете Атланта, Орландо и Сарасота. Изявява се като мажоретка. На 1 юни 2009 г. се премества да живее в Лос Анджелис и се записва да учи в намиращия се там „Моден институт по дизайн и мърчандайзинг“, но бързо развиващата ѝ се кариера в порноиндустрията я принуждава да прекъсне обучението си.

## Кариера
През месец февруари 2009 г. Грейси Глам прави гола фотосесия за списание „Score“. След това се снима в няколко еротични соло видеоклипове. Същата година започва да се снима в порнографски филми. Първата ѝ сцена е с лесбийски секс и се казва „Molly’s Life“ за сериите на Reality Kings.
През 2011 г. получава наградата на AVN за най-добра нова звезда.
От 2012 г. започва да снима секс сцени само с жени.
През 2013 г. напуска компания „Ел Ей Директ моделс“ и става свободен агент.
Включена е в списъка за 2013 г. на „Мръсната дузина: най-популярните звезди в порното“ на телевизионния канал CNBC.

## Личен живот
През 2012 г. Глам решава да продължи своето образование по моден маркетинг.

## Награди и номинации
| Година | Церемония          | Резултат  | Категория                                                                        | Филм                        |
| ------ | ------------------ | --------- | -------------------------------------------------------------------------------- | --------------------------- |
| 2010   | AVN награда        | Номинация | Най-добра сцена с групов секс.                                                   |                             |
| 2010   | XRCO награда       | Номинация | Нова звезда.                                                                     | –                           |
| 2010   | NightMoves награда | Номинация | Най-добра нова звезда.                                                           | –                           |
| 2010   | F.A.M.E. награда   | Номинация | Любима нова звезда.                                                              | –                           |
| 2010   | CAVR награда       | Носителка | Най-гореща звезда                                                                | –                           |
| 2011   | AVN награда        | Носителка | Най-добра нова звезда                                                            | –                           |
| 2011   | AVN награда        | Носителка | Най-добра сцена с групов секс (с Алексис Тексас и Кристина Роуз)                 | „Buttwoman vs. Slutwoman“   |
| 2011   | AVN награда        | Номинация | Най-добра POV секс сцена                                                         | „Джеркоф материал 5“        |
| 2011   | AVN награда        | Номинация | Най-добра сцена с орален секс                                                    | „Джеркоф материал 5“        |
| 2011   | XBIZ награда       | Номинация | Нова звезда на годината.                                                         | –                           |
| 2011   | XRCO награда       | Номинация | Изпълнителка на годината.                                                        | –                           |
| 2012   | AVN награда        | Номинация | Изпълнителка на годината.                                                        | –                           |
| 2012   | AVN награда        | Номинация | Най-добро закачливо изпълнение.                                                  |                             |
| 2012   | AVN награда        | Номинация | Най-добра соло секс сцена.                                                       |                             |
| 2012   | AVN награда        | Номинация | Най-добра сцена с анален секс (с Мануел Ферара)                                  | „Грейси Глам: страст“       |
| 2012   | AVN награда        | Номинация | Най-добра сцена с групов секс само с момичета (с Анди Сан Димас и Джеси Ендрюс)  | „Грейси Глам: страст“       |
| 2012   | XBIZ награда       | Номинация | Изпълнителка на годината.                                                        | –                           |
| 2012   | XRCO награда       | Номинация | Оргазмен оралист.                                                                | –                           |
| 2012   | NightMoves награда | Номинация | Най-добра изпълнителка.                                                          | –                           |
| 2013   | AVN награда        | Номинация | Изпълнителка на годината.                                                        | –                           |
| 2013   | AVN награда        | Номинация | Най-добра актриса                                                                | „Щастливи свършвания“       |
| 2013   | AVN награда        | Номинация | Най-добра поддържаща актриса                                                     | „Спартакус MMXII: началото“ |
| 2013   | AVN награда        | Номинация | Най-добра сцена с групов секс само с момичета (с Дани Даниълс и Шанел Престън    | „Томб Райдър ХХХ“           |
| 2013   | AVN награда        | Номинация | Най-добра сцена с групов секс само с момичета (с Кагни Лин Картър и Бруклин Лий) | „Хищни птици ХХХ“           |
| 2013   | XBIZ награда       | Номинация | Изпълнителка на годината.                                                        | –                           |
| 2014   | AVN награда        | Носителка | Най-добра групова секс сцена само с момичета (с Мия Малкова и Рейвън Рокит)      | „Мяу! 3“                    |
| 2018   | XBIZ награда       | Носителка | Най-добра секс сцена – двойка (с Райън Дрилър)                                   | „Не е лесно“                |